# Cratere Aminata
Aminata  è un cratere sulla superficie di Venere.